# Южанин, Николай Николаевич
Никола́й Никола́евич Южа́нин (14 октября 1963, Краснодар, СССР) — советский футболист, защитник, российский футбольный тренер.

## Карьера

### Клубная
С 1980 по 1981 год играл в составе «Кубани», провёл 5 матчей за клуб в турнире дублёров Высшей лиги.

### В сборной
Считался одним из самых перспективных игроков юношеской сборной СССР, но после серьёзной травмы завершил карьеру футболиста.

### Тренерская
Работал на кафедре футбола в Академии физической культуры. Тренировал команды «Колос» (Краснодар), «Моздок», «Краснодар-2000», «Кубань», «Амур» (Благовещенск) и другие.
Окончил высшую школу тренеров. В 2005 году одним из первых в России сдал экзамены на международную тренерскую категорию. С сентября 2008 года возглавлял новороссийский «Черноморец», после поражения команды в состоявшемся 30 апреля 2009 года матче против клуба «Волгарь-Газпром-2» был отправлен в отставку.
Осенью 2016 года возглавил Кубань. Летом 2017 года был переведён на позицию старшего тренера, уступив пост Евгению Калешину.

## Достижения

### Тренерские
2-е место в Первом дивизионе России (выход в Высший дивизион): (1)
- 2003 (ФК «Кубань»)

2-е место в Первой лиге Латвии (выход в Высшую лигу Латвии): (1)
- 2007 (СК «Блазма»)